# Maison des Baillis (Nismes)
La maison des Baillis est un édifice classé du XVIe siècle situé à Nismes, village de la commune belge de Viroinval situé dans la région de la Calestienne  au sud de l'Entre-Sambre-et-Meuse, en province de Namur.
Elle abrite la Maison de l'Urbanisme de l'Arrondissement de Philippeville ainsi que les bureaux du Parc naturel Viroin-Hermeton.

## Localisation
La maison des Baillis est implantée au pied des ruines du Château du Pont d'Avignon et de l'ancienne église paroissiale Saint-Lambert, près de la résurgence de l'Eau Noire, à l'angle de la rue d'Avignon (dont elle occupe le n°1) et de la rue Vieille Église.

## Historique
Le premier édifice construit à cet endroit comme résidence des baillis de la châtellenie de Couvin a probablement été construit vers 1408 pour le premier bailli, Jehan d'Avignon. 
Le bâtiment actuel a été édifié à la fin du XVIe siècle ou au début du XVIIe siècle, peut-être par Sébastien de Martin, lieutenant-bailli mort en 1616.
La maison des Baillis fait l'objet d'un classement au titre des monuments historiques depuis le 7 juillet 1976 sous la référence 93090-CLT-0012-01.
Elle fait ensuite l'objet d'un long chantier de restauration dont le projet est initié en 1996 par le ministre wallon de l'aménagement du territoire et bourgmestre de Viroinval Michel Lebrun et dont les travaux se terminent en 2003.
Le 16 juin 2005, la Maison de l'Urbanisme de l'Arrondissement de Philippeville s'installe dans la maison des Baillis fraîchement rénovée.

## Architecture

### Avant-corps
La partie la plus visible depuis la rue Vieille Église est une construction adossée au nord du bâtiment principal, ajoutée durant la deuxième moitié du XVIIe siècle. La partie inférieure de cette construction, longée par les escaliers qui mènent à l'entrée, est réalisée en moellons de calcaire,, avec des chaînages d'angle en pierre de taille.
L'étage, séparé du rez-de-chaussée par un cordon de pierre, a probablement été reconstruit en briques dans le courant du XVIIIe siècle.
Cet étage, où la couleur rouge de la brique présente un contraste intéressant avec les chaînages d'angle en pierre de taille, est surmonté d'une forte corniche de pierre et d'une toiture en ardoises.
La façade orientale de cette aile nord est percée à chaque niveau d'une fenêtre à meneau flanquée de piédroits harpés en pierre bleue.

### Bâtiment principal
Le bâtiment principal présente sa façade principale au nord, contre la construction décrite ci-dessus. Cette petite façade est percée d'une porte d'entrée à encadrement de pierre bleue et baie d'imposte à deux jours, ainsi que de deux fenêtres aux piédroits harpés.
La façade orientale du bâtiment principal est percée de cinq fenêtres à meneau, ornée de six ancres de façade et surmontée de trois lucarnes.